# Luke Dini
Luke Dini, né vers 1942 et mort le 9 juin 2017 à Sola, est un homme politique, entrepreneur et pasteur vanuatais.

## Biographie
Il est originaire de l'île Ra dans l'archipel des îles Banks, dans ce qui est alors le condominium franco-britannique des Nouvelles-Hébrides. Après une formation d'infirmier en Papouasie-Nouvelle-Guinée, il travaille comme assistant médical dans le volet britannique de la fonction publique du condominium de 1971 à 1977,. 
Élu député sans étiquette des îles Banks et Torrès à l'Assemblée représentative des Nouvelles-Hébrides aux élections législatives de novembre 1977, il est nommé ministre des Transports et des Communications dans le gouvernement que mène George Kalsakau, le premier gouvernement responsable de l'histoire de la colonie. Il est, avec George Kalsakau lui-même, l'un des deux seuls anglophones de ce gouvernement essentiellement francophone. Il s'attèle notamment avec succès à la construction d'un aérodrome à Malekula et d'un à Mota Lava,. En décembre 1978, un gouvernement d'union nationale est formé, sous la direction de Gérard Leymang, et Luke Dini y est reconduit comme ministre des Transports, des Postes et des Télécommunications,.
Il est battu dans sa circonscription par les indépendantistes du Vanua'aku Pati aux élections anticipées de 1979, et les Nouvelles-Hébrides deviennent la république de Vanuatu, indépendante, en juillet 1980. Devenu membre de l'Union des partis modérés (UPM) qui rassemble l'essentiel de l'opposition au gouvernement du Vanua'aku Pati, Luke Dini retrouve son siège de député des îles Banks et Torrès aux élections de 1987, et siège ainsi au Parlement de Vanuatu sur les bancs de l'opposition au gouvernement de Walter Lini. En 1988, toutefois, l'UPM boycotte le Parlement pour tenter de faire chuter le gouvernement Lini, et la justice décide que Luke Dini et ses collègues ont démissionné de leur mandat parlementaire. L'UPM boycotte également les élections partielles qui en résultent, ce qui marque la fin de la carrière politique de Dini. Il part aux Îles Salomon suivre une formation de théologie, et revient au Vanuatu comme pasteur anglican.
Dans les années 1990, son épouse et lui ouvrent une maison d'hôtes à Port-Vila. Ils la vendent au milieu des années 2000 et s'installent sur son île natale de Ra où ils ouvrent un complexe touristique de bungalows et s'attachent à développer le tourisme dans la province de Torba (les îles Banks et Torrès, où se trouve Ra). Il devient président du Conseil du Tourisme de Torba, et en 2012 devient membre du comité de direction du Bureau de Tourisme du Vanuatu, dont il devient le président en 2015. Il meurt à son domicile à Sola sur l'île de Vanua Lava dans les îles Banks en 2017.